# Dissident
En dissident är en person som aktivt motarbetar den rådande ordningen. Vanligen avser man en politisk dissident som, oftast med fredliga medel, sätter sig upp mot en totalitär regim. 
Dissident är den som stannar kvar inom det kritiserade systemet eller etablissemanget, medan den som lämnar det kallas för flykting. Inom juridiken benämns en person som reserverar sig mot ett domstolsbeslut för dissident.

## Exempel
I Sovjetunionen var Andrej Sacharov och Aleksandr Solzjenitsyn exempel på dissidenter, och i Kina anses Wei Jingsheng vara den första dissidenten i modern tid. I Västvärlden betraktas exempelvis Noam Chomsky som ledande dissident. 